# Radio Berlin International

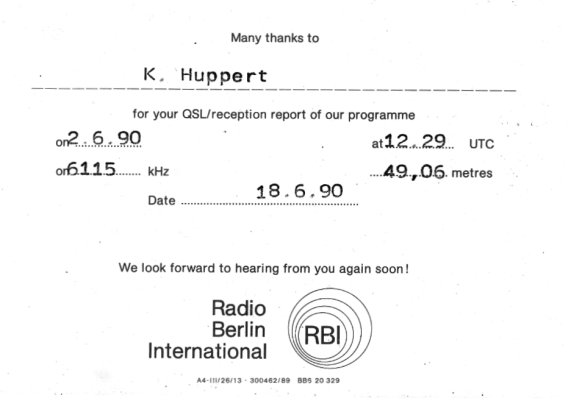
QSL-Karte

Radio Berlin International (RBI) war von 1959 bis 1990 der Auslandsrundfunk des Rundfunks der DDR. RBI strahlte unter anderem Programme auf Deutsch, Englisch, Französisch, Spanisch, Portugiesisch, Dänisch, Arabisch, Hindi und Suaheli aus. 

## Sendungen auf Deutsch
Dreimal täglich wurde anfangs auf Deutsch ins Zielgebiet Nahost gesendet, um 7:00 Uhr, 14:00 Uhr und um 21:00 Uhr MEZ auf der Kurzwellenfrequenz 9730 kHz. Für das Zielgebiet Europa wurden in den Folgejahren neben verschiedener Kurzwellenfrequenzen die MW-Frequenzen 1359 kHz und 1575 kHz sowie eine Zeitlang auch 1430 kHz genutzt. Senderstandorte waren Wiederau bei Leipzig sowie Burg bei Magdeburg und Berlin-Köpenick. Die Sendedauer lag bei jeweils 30 Minuten, das Programm bestand aus Berichten aus dem Alltag der DDR, Sport und dem DX-Programm. Als Mittel der Kundenbindung gab es einen Hörerclub.

## Geschichte
Am 15. April 1955 um 18 Uhr, ging Radio Berlin International (RBI) aus Ostberlin erstmals auf Sendung. Es ertönte das Erkennungszeichen der bekannten Melodie aus Beethovens 9. Symphonie „Freude, schöner Götterfunken“. Als offizielles Gründungsdatum gilt der 20. Mai 1959.

### Ziele des Senders
Als Hauptziel der Sendungen von RBI wurde definiert: „möglichst breite Massen und Einzelpersonen im kapitalistischen Ausland zu richtigen Erkenntnissen über die DDR zu führen. Es gilt, Freunde der DDR im kapitalistischen Ausland zu gewinnen. Der Inhalt der Auslandssendungen ist folgender: Ausgehend von der Lage in Deutschland, der Existenz der beiden deutschen Staaten, ist der Charakter und die Politik der Deutschen Demokratischen Republik als friedliebender, antiimperialistischer und sozialistischer Staat zu erklären. (…) Es ist demgegenüber die Gefahr des deutschen Imperialismus und Militarismus besonders für die westeuropäischen, skandinavischen und antiimperialistischen Staaten darzustellen.“ RBI diente der DDR als Propagandainstrument, um das eigene Staatsgebilde zu Lasten der Bundesrepublik Deutschland aufzuwerten, das als Nachfolgeregime des NS-Staats deklariert wurde.
Der zweite Ansatz war die internationale Propaganda gegenüber den Entwicklungsländern: 55 Prozent des Sendevolumens von RBI konzentrierte sich auf die ‚Dritte Welt‘. Besonderes Augenmerk galt den afrikanischen Staaten, die neu die Unabhängigkeit erlangt hatten.
Generell war den Sendeverantwortlichen daran gelegen, den Hörern in aller Welt „…den sozialistischen deutschen Staat näher zu bringen…“ und im Ausland lebende Deutsche über das Geschehen in der DDR zu informieren. Zur Verstärkung der Bindung der Hörer an den Sender wurden Hörerclubs, für die eigene Programmformate gesendet wurden, auf fast allen Kontinenten gegründet. Diese DX-Programme von RBI wurden bis zuletzt von Manfred Böhm betreut.

### Technik und Programm
Redaktion und Studios von RBI befanden sich im Block A des Funkhauses Nalepastraße in Berlin-Oberschöneweide, dem zentralen Standort des Rundfunks der DDR. Ausgestrahlt wurden die Programme auf Kurzwelle über die Sendeanlagen Nauen, Königs Wusterhausen und Wiederau sowie auf Mittelwelle über den Sender Berlin-Köpenick, zusätzlich in den letzten Jahren (ab 1986) auch über den Sender Burg bei Magdeburg.
Im Laufe der Zeit wurden die Programme stetig ausgebaut und die Sendezeiten erweitert. Pausenzeichen des Senders waren die ersten acht Töne der DDR-Nationalhymne. Nach dem Militärputsch in Chile 1973 und der Ermordung des demokratisch gewählten Präsidenten Salvador Allende wurde ein eigenes Programm für Chile etabliert. Es diente fortan der Unterstützung der linken Widerstandsbewegung im Exil und der Opposition im Untergrund Chiles. Täglich war im Jingle der Nachrichtensendung Chile al día zu hören: „Chilene, du bist nicht allein“. Am 12. März 1990 wurde das Chile-Programm eingestellt, einen Tag nach der Amtseinführung von Patricio Aylwin als demokratisch gewähltem Präsidenten Chiles, wodurch die dortige, gut 17 Jahre andauernde Militärdiktatur endete.
Im Jahre 1990 ergänzte RBI sein Angebot auf Kurzwelle noch um Sendungen in russischer Sprache, nachdem die über Jahre praktizierte Zulieferung dieser Produktionen an den sowjetischen Rundfunk (dort ausgestrahlt im Rahmen der Sendereihe Stimmen von Freunden) in den Wirren dieser Zeit abgerissen war.

### Ende des Sendebetriebs
Im Zuge der Deutschen Wiedervereinigung am 3. Oktober 1990 stellte RBI mit Ablauf des 2. Oktober 1990 als erster Sender des DDR-Rundfunks seine Sendungen ein. Die letzte Sendung trug den bezeichnenden Titel Spiel mir das Lied vom Tod; hierin war die DDR-Nationalhymne als letztes gespieltes Musikstück zugleich der Abgesang auf die von der Geschichte abgewickelten einstigen ostdeutschen Diktatur. Von der Deutschen Welle übernommen wurden 21 Mitarbeitende, etwa die Hälfte von ihnen aus Verwaltung und Technik.
Bis 1991 (im Falle der markanten Frequenz 6115 kHz, Sender Königs Wusterhausen, bis 1993) bespielte die Deutsche Welle die bestehenden Kurzwellenfrequenzen von RBI. Anschließend nutzte sie noch bis 2007 die Sendeanlage Nauen nach eigenen Bedarfskriterien. Auf den Mittelwellenfrequenzen von RBI (Berlin 1359 kHz, Burg 1575 kHz) wurde ab dem 3. Oktober 1990 bis 1993 der Deutschlandfunk ausgestrahlt.

## Film
1966 realisierte der Regisseur Karlheinz Mund den 16-minütigen DEFA-Dokumentarfilm RBI – Radio Berlin International über den Sender.